# Aeropuerto Internacional Princesa Juliana
El Aeropuerto Internacional Princesa Juliana (IATA: SXM, OACI: TNCM) se encuentra en Sint Maarten, la parte neerlandesa de la isla de San Martín, y es el tercer aeropuerto con mayor número de pasajeros anuales en el Caribe, detrás del Aeropuerto Internacional Luis Muñoz Marín en San Juan, Puerto Rico, y el Aeropuerto Internacional de Punta Cana en Punta Cana, República Dominicana. En movimientos de aviones es el segundo después del Aeropuerto Luis Muñoz Marín.

## Descripción

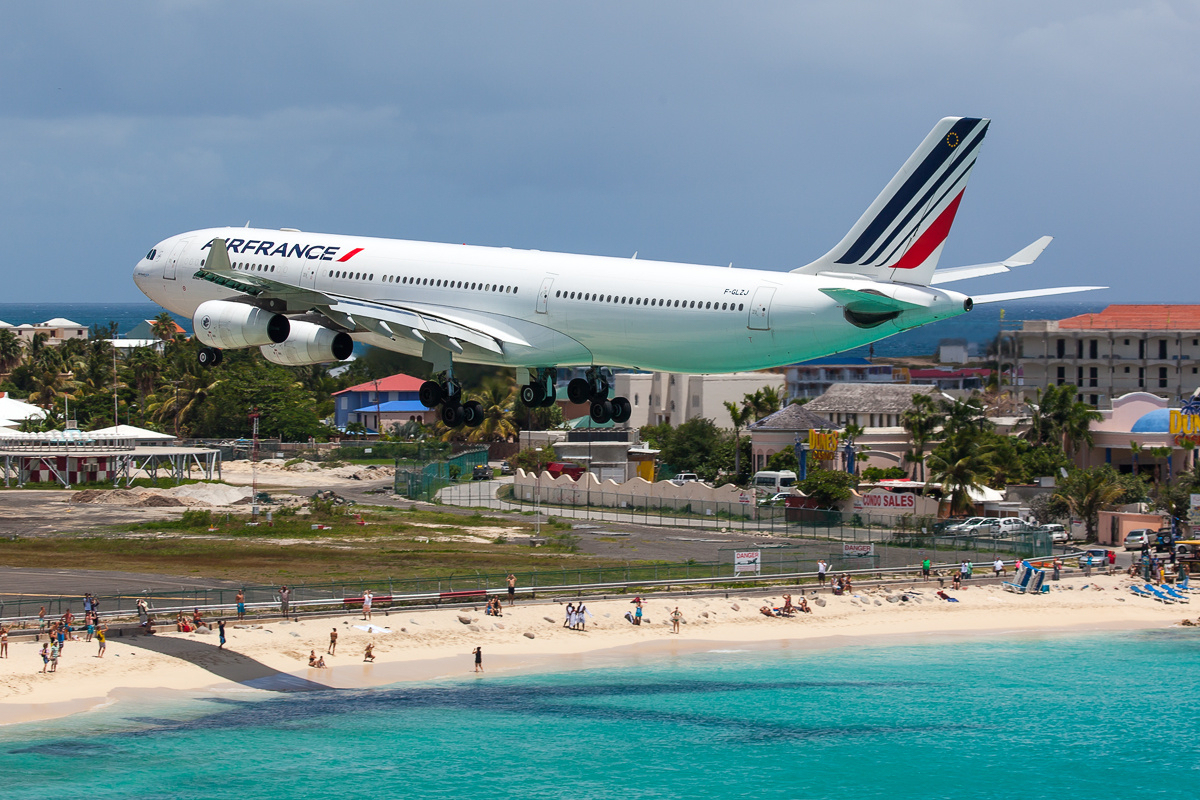
Un Airbus A340-300 de Air France poco antes de tocar tierra.

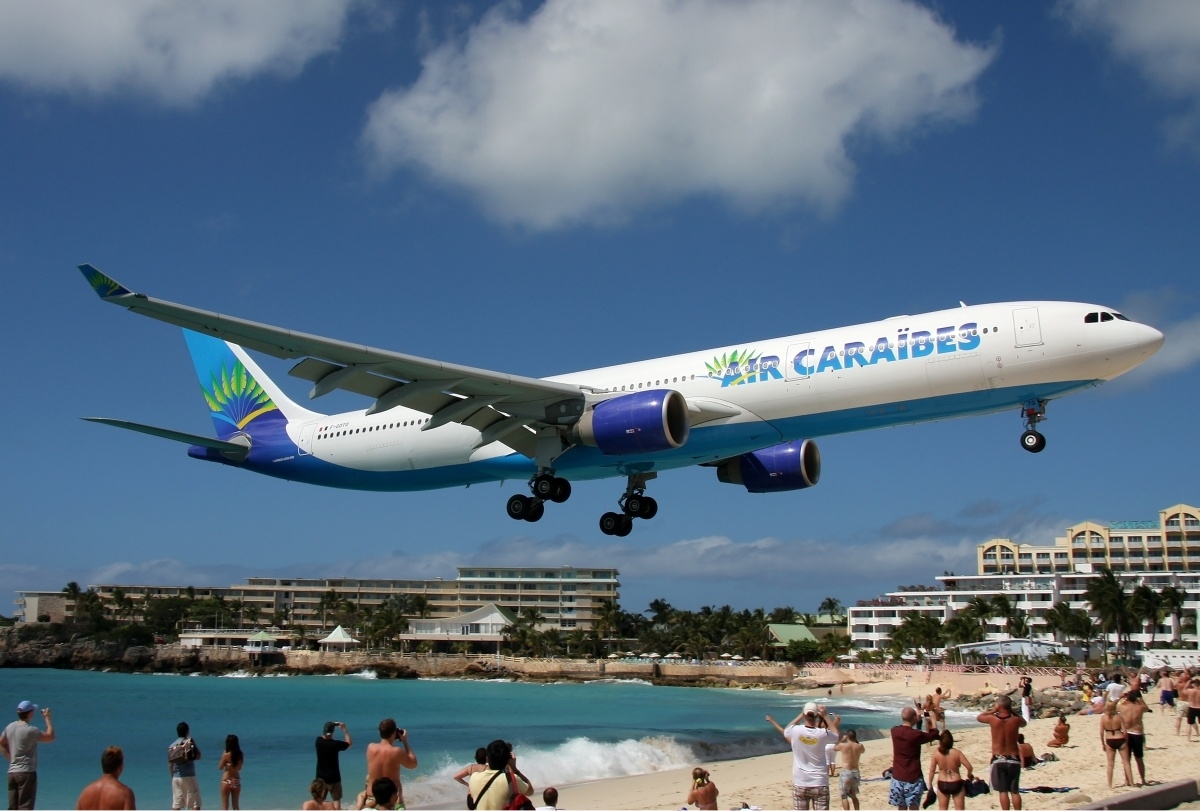
Un Airbus A330-300 de Air Caraïbes aterrizando en Maho Beach.

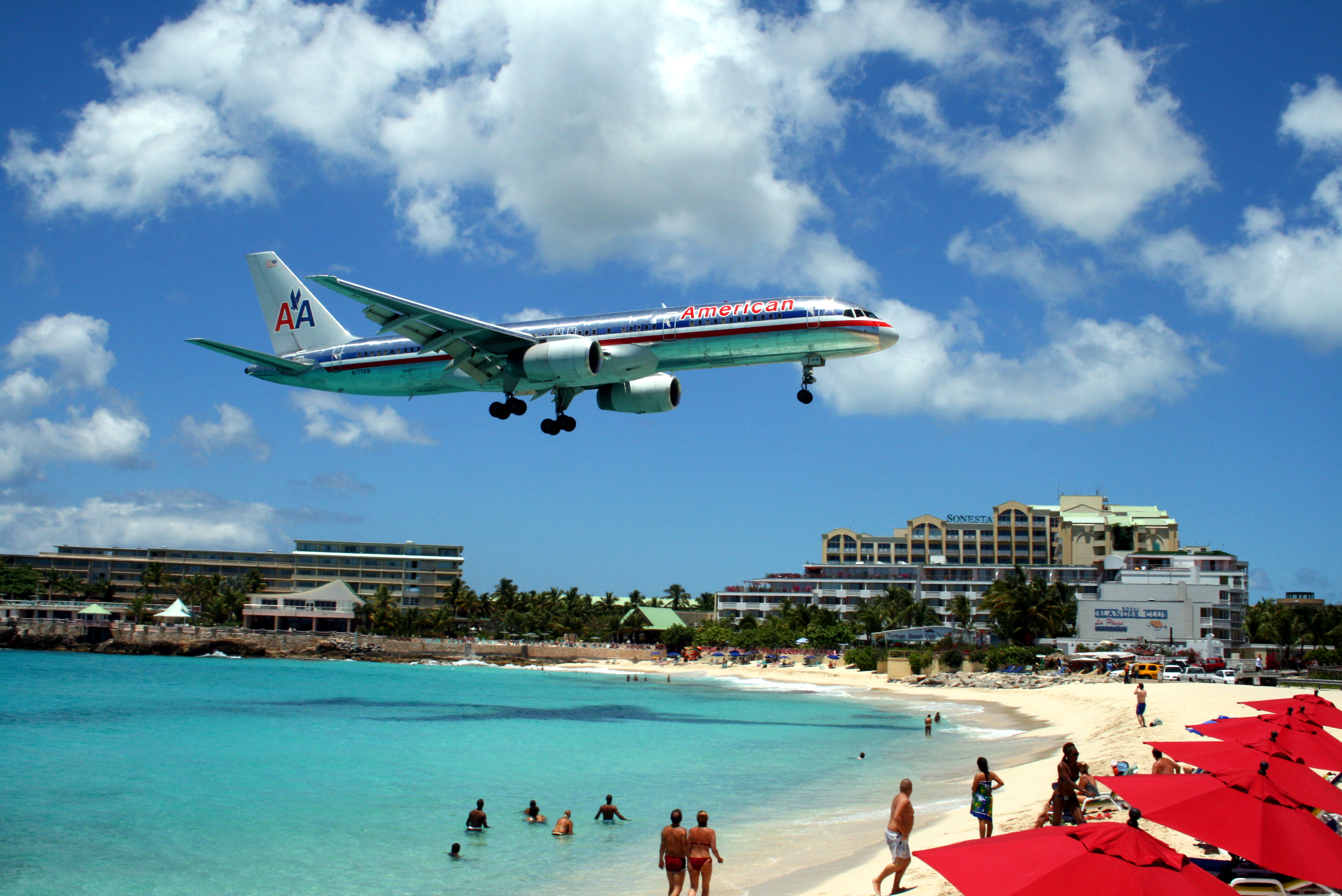
Boeing 757 de American Airlines en aproximación final al Aeropuerto Internacional Princesa Juliana, sobre la playa Maho.

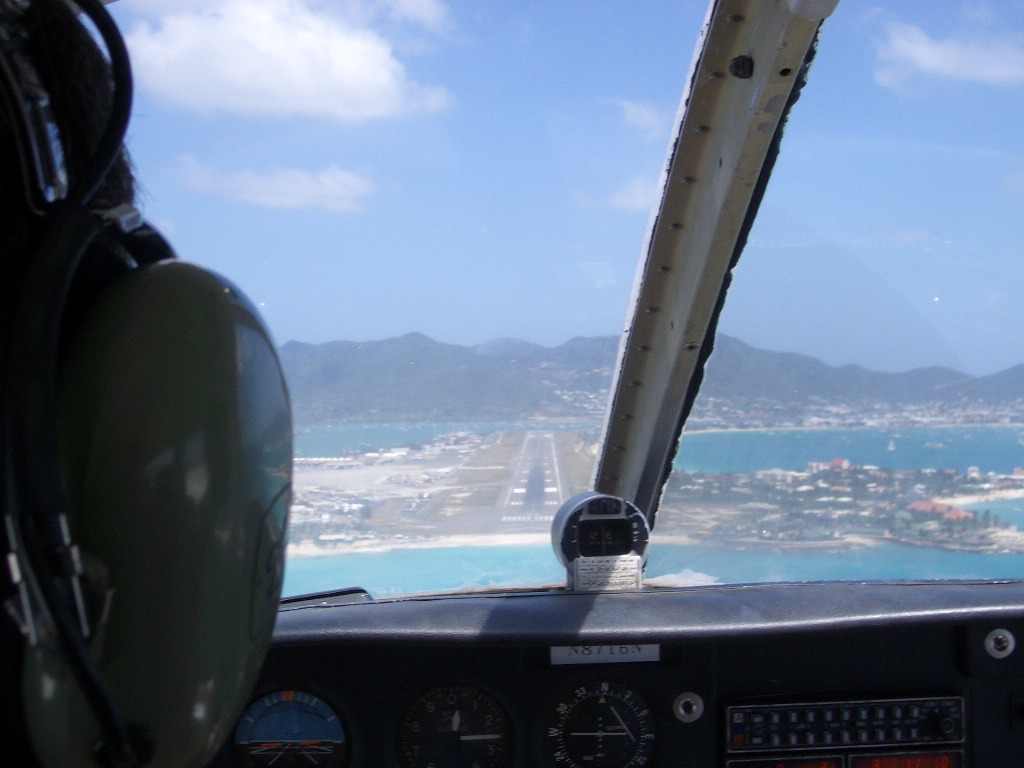
Aproximación al Aeropuerto Internacional Princesa Juliana, visto desde una cabina de mandos.

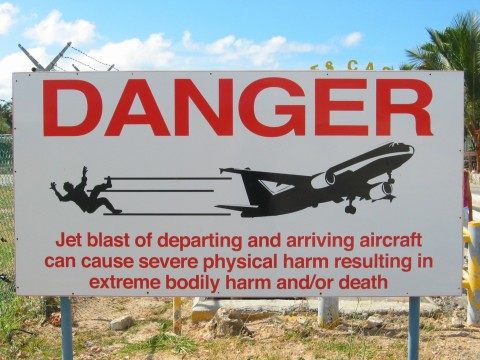
Cartel alertando del peligro del viento generado por los motores de los aviones (PELIGRO-La ráfaga del avión que sale y que llega puede causar daño físico severo dando por resultado daños corporales extremos o muerte).

El aeropuerto está ubicado a 15 kilómetros al noroeste de la ciudad de Philipsburg y es operado por el Princess Juliana International Operating Company (PJIAE) bajo una concesión del gobierno dada por un periodo de veinte años.
Está situado en Sint Maarten (San Martín), perteneciente al Reino de los Países Bajos, en el lado sur neerlandés de la isla caribeña. Su atractivo se debe a que los aviones vuelan a escasos 25 metros sobre la playa Maho (aviones de pasajeros de gran tamaño, como el Boeing 747, que son comunes en la isla) atrayendo a los aficionados de los aviones a esta costa. El gobierno local advierte que acercarse demasiado en el momento de la llegada y la salida de las aeronaves «puede dar lugar a lesiones serias o incluso la muerte» debido a la posibilidad de ser succionado por una turbina o ser lanzado hacia el mar sin poder salir. Es uno de los pocos lugares en el mundo donde se puede ver a los aviones en su despegue o aterrizaje justo debajo del mismo.
Ya que la pista de aterrizaje y despegue no cuenta con pista de rodaje, la misma tiene dos salidas para el giro de 180 grados, y la mayoría de las veces, un avión tal como el Boeing 747 o el Airbus A340, que son los más grandes que llegan a este aeropuerto, tiene que utilizar el total de la pista para su recorrido de frenado y de despegue. Tal es el caso cuando ocurre un despegue desde la cabecera de la pista 28, en que los aviones pasan a escasos metros de la defensa.

## Historia
El aeropuerto fue creado como pista de aterrizaje militar en 1942. Fue convertido a un aeropuerto civil en 1943. En 1964 el aeropuerto fue remodelado y se le añadió una terminal nueva. Las instalaciones se ampliaron en 1985.
En el 2017 el aeropuerto fue destruido por el huracán Irma. Los vientos de más de 290 km/h dañaron seriamente los aviones estacionados y las instalaciones, obligando a suspender las operaciones por varios días.

## Aerolíneas y destinos
| Canadá                                |                                                       |                                                                                             |                   |                   |                   |                   |                   |
| Montreal                              | Aeropuerto Internacional Pierre Elliott Trudeau       | Air Transat (Estacional) / Sunwing Airlines                                                 |                   |                   |                   |                   |                   |
| Toronto                               | Aeropuerto Internacional Toronto Pearson              | Air Canada (Estacional) / Air Transat (Estacional) / Sunwing Airlines / WestJet             |                   |                   |                   |                   |                   |
| Estados Unidos                        |                                                       |                                                                                             |                   |                   |                   |                   |                   |
| Atlanta                               | Aeropuerto Internacional Hartsfield-Jackson           | Delta Airlines                                                                              |                   |                   |                   |                   |                   |
| Boston                                | Aeropuerto Internacional Logan                        | JetBlue Airways (Estacional)                                                                |                   |                   |                   |                   |                   |
| Charlotte                             | Aeropuerto Internacional de Charlotte-Douglas         | American Airlines                                                                           |                   |                   |                   |                   |                   |
| Chicago                               | Aeropuerto Internacional O'Hare                       | United Airlines (Estacional)                                                                |                   |                   |                   |                   |                   |
| Filadelfia                            | Aeropuerto Internacional de Filadelfia                | American Airlines                                                                           |                   |                   |                   |                   |                   |
| Fort Lauderdale                       | Aeropuerto Internacional de Fort Lauderdale-Hollywood | JetBlue Airways / Spirit Airlines                                                           |                   |                   |                   |                   |                   |
| Miami                                 | Aeropuerto Internacional de Miami                     | American Airlines                                                                           |                   |                   |                   |                   |                   |
| Newark                                | Aeropuerto Internacional Libertad de Newark           | United Airlines                                                                             |                   |                   |                   |                   |                   |
| Nueva York                            | Aeropuerto Internacional John F. Kennedy              | American Airlines (Estacional) / Delta Airlines / JetBlue Airways                           |                   |                   |                   |                   |                   |
| Washington D. C.                      | Aeropuerto Internacional de Washington-Dulles         | United Airlines (Estacional)                                                                |                   |                   |                   |                   |                   |
| Centroamérica y El Caribe             |                                                       |                                                                                             |                   |                   |                   |                   |                   |
| Anguila                               |                                                       |                                                                                             |                   |                   |                   |                   |                   |
| Isla de Anguila                       | Aeropuerto Internacional Clayton J. Lloyd             | Air Sunshine / Anguilla Air Services / Trans Anguilla Airways                               |                   |                   |                   |                   |                   |
| Antigua y Barbuda                     |                                                       |                                                                                             |                   |                   |                   |                   |                   |
| Saint John                            | Aeropuerto Internacional V. C. Bird                   | LIAT / Winair                                                                               |                   |                   |                   |                   |                   |
| Aruba                                 |                                                       |                                                                                             |                   |                   |                   |                   |                   |
| Oranjestad                            | Aeropuerto Internacional Reina Beatrix                | Winair operado por Air Antilles Express                                                     |                   |                   |                   |                   |                   |
| Caribe Neerlandés                     |                                                       |                                                                                             |                   |                   |                   |                   |                   |
| Bonaire                               | Aeropuerto Internacional Flamingo                     | Winair operado por Air Antilles Express (Vía CUR)                                           |                   |                   |                   |                   |                   |
| Saba                                  | Aeropuerto Juancho E. Yrausquin                       | Winair                                                                                      |                   |                   |                   |                   |                   |
| San Eustaquio                         | Aeropuerto F. D. Roosevelt                            | Winair                                                                                      |                   |                   |                   |                   |                   |
| Curazao                               |                                                       |                                                                                             |                   |                   |                   |                   |                   |
| Curazao                               | Aeropuerto Internacional Hato                         | Divi Divi Air operado por Corendon Dutch Airlines / Winair operado por Air Antilles Express |                   |                   |                   |                   |                   |
| Dominica                              |                                                       |                                                                                             |                   |                   |                   |                   |                   |
| Roseau                                | Aeropuerto de Canefield                               | Anguilla Air Services / Winair                                                              |                   |                   |                   |                   |                   |
| Roseau                                | Aeropuerto Douglas–Charles                            | Air Sunshine / Winair operado por Air Antilles Express / Winair                             |                   |                   |                   |                   |                   |
| Guadalupe                             |                                                       |                                                                                             |                   |                   |                   |                   |                   |
| Pointe-à-Pitre                        | Aeropuerto Internacional de Pointe-à-Pitre            | Air Caraïbes (Estacional) / Winair / Winair operado por Air Antilles Express                |                   |                   |                   |                   |                   |
| Haití                                 |                                                       |                                                                                             |                   |                   |                   |                   |                   |
| Puerto Príncipe                       | Aeropuerto Internacional Toussaint Louverture         | Air Caraïbes / Winair operado por Air Antilles Express                                      |                   |                   |                   |                   |                   |
| Islas Vírgenes Británicas             |                                                       |                                                                                             |                   |                   |                   |                   |                   |
| Tórtola                               | Aeropuerto Internacional Terrance B. Lettsome         | Air Sunshine / InterCaribbean Airways / LIAT / Winair                                       |                   |                   |                   |                   |                   |
| Virgen Gorda                          | Aeropuerto Auguste George                             | Air Sunshine                                                                                |                   |                   |                   |                   |                   |
| Islas Vírgenes de los Estados Unidos  |                                                       |                                                                                             |                   |                   |                   |                   |                   |
| Saint Thomas                          | Aeropuerto Internacional Cyril E. King                | Air Sunshine                                                                                |                   |                   |                   |                   |                   |
| Jamaica                               |                                                       |                                                                                             |                   |                   |                   |                   |                   |
| Kingston                              | Aeropuerto Internacional Norman Manley                | Caribbean Airlines                                                                          |                   |                   |                   |                   |                   |
| Panamá                                |                                                       |                                                                                             |                   |                   |                   |                   |                   |
| Ciudad de Panamá                      | Aeropuerto Internacional de Tocumen                   | Copa Airlines                                                                               |                   |                   |                   |                   |                   |
| Puerto Rico                           |                                                       |                                                                                             |                   |                   |                   |                   |                   |
| San Juan                              | Aeropuerto Internacional Luis Muñoz Marín             | Air Sunshine / Seaborne Airlines / Winair operado por Air Antilles Express                  |                   |                   |                   |                   |                   |
| República Dominicana                  |                                                       |                                                                                             |                   |                   |                   |                   |                   |
| Santo Domingo                         | Aeropuerto Internacional La Isabela                   | Air Century                                                                                 |                   |                   |                   |                   |                   |
| Santo Domingo                         | Aeropuerto Internacional Las Américas                 | AraJet / Sky High / Winair operado por Air Antilles Express                                 |                   |                   |                   |                   |                   |
| San Bartolomé                         |                                                       |                                                                                             |                   |                   |                   |                   |                   |
| St. Bart                              | Aeropuerto Gustaf III                                 | St Barth Commuter / Winair                                                                  |                   |                   |                   |                   |                   |
| San Cristóbal y Nieves                |                                                       |                                                                                             |                   |                   |                   |                   |                   |
| Basseterre                            | Aeropuerto Internacional Robert L. Bradshaw           | LIAT / Winair                                                                               |                   |                   |                   |                   |                   |
| Newcastle                             | Aeropuerto Internacional Vance W. Amory               | Air Sunshine / Winair                                                                       |                   |                   |                   |                   |                   |
| Santa Lucía                           |                                                       |                                                                                             |                   |                   |                   |                   |                   |
| Castries                              | Aeropuerto George F. L. Charles                       | Winair                                                                                      | Trinidad y Tobago | Trinidad y Tobago | Trinidad y Tobago | Trinidad y Tobago | Trinidad y Tobago |
| Puerto España                         | Aeropuerto Internacional de Piarco                    | Caribbean Airlines                                                                          |                   |                   |                   |                   |                   |
| Sudamérica                            |                                                       |                                                                                             |                   |                   |                   |                   |                   |
| Surinam                               |                                                       |                                                                                             |                   |                   |                   |                   |                   |
| Paramaribo                            | Aeropuerto Internacional Johan Adolf Pengel           | Fly All Ways (Chárter)                                                                      |                   |                   |                   |                   |                   |
| Europa                                |                                                       |                                                                                             |                   |                   |                   |                   |                   |
| Francia                               |                                                       |                                                                                             |                   |                   |                   |                   |                   |
| París                                 |                                                       |                                                                                             |                   |                   |                   |                   |                   |
| Aeropuerto de París-Charles de Gaulle | Air France (Estacional)                               |                                                                                             |                   |                   |                   |                   |                   |
| Aeropuerto de París-Orly              | Air Caraïbes                                          |                                                                                             |                   |                   |                   |                   |                   |
| Países Bajos                          |                                                       |                                                                                             |                   |                   |                   |                   |                   |
| Ámsterdam                             | Aeropuerto de Ámsterdam-Schiphol                      | KLM                                                                                         |                   |                   |                   |                   |                   |

## Accidentes e incidentes
Ha habido tres accidentes graves a lo largo de su historia.
- El 2 de mayo de 1970, el vuelo 980 de Antillean Airlines, un McDonnell Douglas DC-9CF, amerizó en el océano por causa del mal tiempo, matando a 22 de los 57 pasajeros y a un miembro de la tripulación. La causa resultó ser el agotamiento de combustible debido a varios intentos de aterrizaje de la aeronave. La aeronave no se recuperó.

- El 21 de diciembre de 1972, un de Havilland Canada DHC-6 Twin Otter operado por Air Guadeloupe en nombre de Air France se estrelló durante la noche en el océano cerca de Sint Maarten de camino a Guadalupe, matando a los once pasajeros a bordo y a los dos pilotos.

- El 13 de julio de 2017 una mujer neozelandesa de 57 años murió tras intentar resistir la ráfaga de viento de un Airbus A320 de JetBlue.[2]

## Cargo
| Ciudades por países        | Nombre del aeropuerto                     | Aerolíneas                                                |              |              |              |
| Norteamérica               | Norteamérica                              | Norteamérica                                              | Norteamérica | Norteamérica | Norteamérica |
| -------------------------- | ----------------------------------------- | --------------------------------------------------------- | ------------ | ------------ | ------------ |
| Estados Unidos             |                                           |                                                           |              |              |              |
| Miami                      | Aeropuerto Internacional de Miami         | Amerijet International                                    |              |              |              |
| Caribe                     |                                           |                                                           |              |              |              |
| Antigua y Barbuda          |                                           |                                                           |              |              |              |
| Saint John                 | Aeropuerto Internacional V. C. Bird       | DHL Aviation                                              |              |              |              |
| Puerto Rico                |                                           |                                                           |              |              |              |
| San Juan                   | Aeropuerto Internacional Luis Muñoz Marín | Ameriflight / FedEx Feeder operado por Mountain Air Cargo |              |              |              |
| República Dominicana       |                                           |                                                           |              |              |              |
| Santiago de los Caballeros | Aeropuerto Internacional del Cibao        | Amerijet International                                    |              |              |              |
| Santo Domingo              | Aeropuerto Internacional Las Américas     | Amerijet International                                    |              |              |              |